# 石橋殾一
石橋 殾一（いしばし しゅんいち、1927年 - 2010年7月11日）は、日本の実業家。大和ハウス工業元社長・会長、大和団地元会長。大和ハウス工業創業者の石橋信夫は従兄弟である。

## 経歴
奈良県出身。旧制高知高等学校(現：高知大学)卒業。吉野郡川上中学校教諭・教頭を務めた後、石橋信夫に誘われ、1958年に大和ハウス工業へ入社。1980年より同代表取締役社長、1992年より同代表取締役会長をそれぞれ務める傍ら、大和団地代表取締役会長も務めた。2004年に同特別顧問へ退く。2005年4月旭日重光章受章。2010年7月11日、心不全で死去。享年83。